# La Ferté-Chevresis
La Ferté-Chevresis – miejscowość i gmina we Francji, w regionie Hauts-de-France, w departamencie Aisne.
Według danych na styczeń 2014 roku gminę zamieszkiwało 606 osób, a gęstość zaludnienia wynosiła 25,2 osób/km².